# Dactylolabis corsicana
Dactylolabis corsicana là một loài ruồi trong họ Limoniidae. Chúng phân bố ở miền Cổ bắc.